# Список полных кавалеров ордена Трудовой Славы/Ю
В настоящем списке представлены в алфавитном порядке полные кавалеры ордена Трудовой Славы, чьи фамилии начинаются с буквы «Ю». Список содержит информацию о датах Указов о присвоении звания, профессии награждённых, дате рождения и дате смерти. В настоящее время список не является завершённым и нуждается в дополнениях и уточнениях.
| № | Фамилия, имя, отчество   | Даты жизни        | Профессия | Дата Указа и номер ордена                                                | ГС       |
| - | ------------------------ | ----------------- | --- | ------------------------------------------------------------------------ | -------- |
| 1 | Юровских, Мария Ивановна | род. 1940         | Доярка колхоза имени Свердлова Сысертского района Свердловской области                                                                 | 3 ст. 14.02.1975 № 22580 2 ст. 13.03.1981 № 12752 1 ст. 29.08.1986 № 581 |          |
| 2 | Юрченко, Юрий Алексеевич | 20.03.1940 — 1999 | Звеньевой опытно-производственного хозяйства Всероссийского научно-исследовательского института сои, Тамбовский район Амурской области | 3 ст. 14.02.1975 № 18952 2 ст. 23.12.1976 № 581 1 ст. 25.08.1989 № 672   | [ ГС 1 ] |